# El rei Ezequies fa ostentació de les seues riqueses als legats del rei de Babilònia (Vicent López)
El rei Ezequies fa ostentació de les seues riqueses als legats del rei de Babilònia és una obra barroca del pintor Vicent López i Portaña, la qual es troba hui en dia al Museu de Belles Arts de València.

## Localització
Amb l'obra El rei Ezequies fa ostentació de les seues riqueses als legats del rei de Babilònia, el jove Vicent López va aconseguir en 1789 el premi de primera classe en l'Acadèmia de Sant Carles de València, on va iniciar la seua formació, i on va ser deixeble d'Antoni de Villanueva.
En l'actualitat s'exposa en el Museu de Belles Arts de València.

## Anàlisi formal i estilística
És una composició figurativa feta en oli sobre llenç. S'hi poden distingir un total d'onze personatges en diferents posicions i situacions, que respecten les proporcions naturals. Quant a la il·luminació, diferenciem un focus de llum principal procedent del lateral superior esquerre, d'un to groguenc, que incideix directament sobre els tres personatges centrals, els quals vesteixen amb luxoses indumentàries. Així mateix, l'obra pot dividir-se en tres sectors: la part central on trobem aquestes tres figures ben il·luminades, i les dos altres seccions contigües a aquesta, on es presenten altres grups d'individus menys detallats, i que queden en una mena de segon pla. Predominen els colors càlids, doncs destaquen els tons daurats i terrosos, que al seu torn contrasten amb les zones de ombra, aconseguides a partir de matisos violetes. No podem parlar d'una obra simètrica, encara que sí manté un gran equilibri del pes visual entre les parts del quadre. La perspectiva s'ha construït mitjançant el desenfocament i enfosquiment dels personatges, que semblen anar difuminant-se amb el fons a mesura que s'allunyen. Pel que fa a la tècnica, cal destacar l'absència de contorns tot i que les figures i objectes estan perfectament delimitades, gràcies a una pinzellada delicada i diluïda pròpia de la tradició naturalista de la pintura barroca valenciana.

## Aproximació al significat
L'obra representa una escena d'un passatge de la Bíblia on el rei Ezequies mostra les seues riqueses al rei de Babilònia. El mateix Ezequies és el personatge que presideix l'escena. Rei de Judà que va governar durant un difícil període d'Israel, es descrit de la següent manera: “va fer el recte davant els ulls de Jehovà, conforme a totes les coses que havia fet el seu pare David” (2 Reis 18:3). En aquesta escena el monarca rep la visita del rei de Babilònia acompanyat de súbdits de la seua cort, els quals li donen riqueses acomiadant-lo després de superar una malaltia amb l'ajuda de Déu.
Ezequies, en aquest moment, és representat grandiós i orgullós i mostra les riqueses del seu regne a l'altre rei. Aquesta representació té una dualitat en el missatge, ja que és un de valor religiós, però a la vegada fa referència a l'important que és tindre humilitat. I destaca la debilitat humana davant la constant cerca de poder i riqueses. Aquesta obra, per tant, anima l'espectador a reflexionar sobre els errors de la natura dels mateixos éssers humans i porta a reflexionar sobre els valors de caràcter espiritual que aquest passatge representa.
Aquesta escena és prou detallista, de forma que captura el moment dramàtic caracteritzat per les expressions dels personatges. La cort del rei demostra gran luxe, i es veu com els visitants admiren el poder adquisitiu del rei bocabadats. Els detalls en el fons i en la vestimenta complementen l'escena, transmeten una atmosfera de riquesa i grandiloqüència.